# Alchemilla kupperi
Alchemilla kupperi é uma espécie de rosácea do gênero Alchemilla, pertencente à família Rosaceae.